# Lliga ACB 1987-1988
La temporada 1987-88 de la Lliga ACB va tenir lloc des del 26 de setembre de 1987 fins al 24 de maig de 1988, i va ser la cinquena temporada celebrada de la Lliga ACB. Hi van participar 16 equips.
El sistema de campionat era el mateix que en la temporada anterior, encara que amb una lleugera variació en la fase final. A la primera fase els equips es distribuïen basant-se en la seva classificació l'any passat: senar i parell. A la segona, els quatre millors de cada grup es classificaven pel grup A-1 mentre que els quatre pitjors de cada grup es classificaven per a l'A-2. Als playoff es classificaven els quatre primers de l'A-1, directament a quarts de final, més els quatre últims de l'A-1 i els quatre primers de l'A-2 (ronda prèvia).
Aquest va ser l'últim any en què es va mantenir l'esquema inaugural de l'ACB. Per a la següent temporada, la lliga seria ampliada a un total de 24 equips. Per això no hi va haver descensos. Per actualitzar-se, els dos millors equips en playoff de Primera "B" accedien de forma directa, mentre que els sis restants ho feien mitjançant una invitació de la lliga.
El campió de la Lliga ACB va ser el FC Barcelona, que va vèncer per 3-2 en el parcial al Reial Madrid.

## Equips participants
| Club                 | Entrenador            | Ciutat           | Estadi                         | Capacitat | 1986-87   |
| -------------------- | --------------------- | ---------------- | ------------------------------ | --------- | --------- |
| FC Barcelona         | Aíto García Reneses   | Barcelona        | Palau Blaugrana                | 5.500     | 1r        |
| Ram Joventut         | Alfred Julbe          | Badalona         | Pavelló del Joventut           | 5.700     | 2n        |
| CAI Zaragoza         | Ranko Žeravica        | Saragossa        | Pabellón Municipal de Deportes | 4.500     | 3r        |
| Real Madrid          | Lolo Sainz            | Madrid           | Palacio de Deportes de Madrid  | 12.000    | 4t        |
| Estudiantes Todagrés | Francisco Garrido     | Madrid           | Palacio de Deportes de Madrid  | 12.000    | 5è        |
| Cajacanarias         | José Carlos Hernández | La Laguna        | Polideportivo Juan Ríos Tejera | 3.500     | 6è        |
| Cacaolat Granollers  | Guillermo Eldracher   | Granollers       | Municipal de Granollers        | 4.500     | 7è        |
| Taugrés Baskonia     | Manu Moreno           | Vitòria          | Mendizorroza                   | 4.000     | 8è        |
| Cajabilbao           | José Antonio Figueroa | Bilbao           | Municipal La Casilla           | 5.600     | 9è        |
| TDK Manresa          | Juan María Gavaldá    | Manresa          | El Congost                     | 2.500     | 10è       |
| Oximesa Granada      | Rafael García         | Granada          | Pabellón José Antonio Murado   | 4.500     | 11è       |
| Magia Huesca         | Jaime Martín          | Osca             | Municipal de Huesca            | 2.500     | 12è       |
| Fórum Filatélico     | Mario Pesquera        | Valladolid       | Polideportivo Pisuerga         | 7.000     | 13è       |
| Grupo IFA Espanyol   | Ángel Martín Benito   | Barcelona        | Palacio de los Deportes        | 7.500     | 14è       |
| Caja de Ronda        | Arturo Ortega         | Màlaga           | Polideportivo Ciudad Jardín    | 5.000     | 1r (1a B) |
| Bancobao Villalba    | Pablo Casado          | Collado Villalba | Municipal de Collado Villalba  | 3.000     | 2n (1a B) |

## Lliga regular

### Primera fase
| Pos | Equip                | J  | G  | P  | PF   | PC   |
| --- | -------------------- | -- | -- | -- | ---- | ---- |
| 1   | Fórum Filatélico     | 14 | 11 | 3  | 1160 | 1091 |
| 2   | FC Barcelona         | 14 | 11 | 3  | 1299 | 1140 |
| 3   | Estudiantes Todagrés | 14 | 9  | 5  | 1215 | 1142 |
| 4   | CAI Zaragoza         | 14 | 7  | 7  | 1182 | 1144 |
| 5   | Cacaolat Granollers  | 14 | 6  | 8  | 1205 | 1239 |
| 6   | Cajabilbao           | 14 | 6  | 8  | 1213 | 1219 |
| 7   | Oximesa Granada      | 14 | 5  | 9  | 1180 | 1238 |
| 8   | Caja de Ronda        | 14 | 1  | 13 | 972  | 1213 |

| Pos | Equip              | J  | G  | P  | PF   | PC   |
| --- | ------------------ | -- | -- | -- | ---- | ---- |
| 1   | Real Madrid        | 14 | 14 | 0  | 1350 | 1099 |
| 2   | Ram Joventut       | 14 | 9  | 5  | 1328 | 1221 |
| 3   | Cajacanarias       | 14 | 8  | 6  | 1287 | 1286 |
| 4   | Magia Huesca       | 14 | 7  | 7  | 1264 | 1264 |
| 5   | Taugrés Baskonia   | 14 | 7  | 7  | 1290 | 1301 |
| 6   | TDK Manresa        | 14 | 7  | 7  | 1275 | 1298 |
| 7   | Grupo IFA Espanyol | 14 | 2  | 12 | 1185 | 1333 |
| 8   | Bancobao Villalba  | 14 | 2  | 12 | 1179 | 1356 |

J = Partits Jugats; G = Partits Guanyats; P = Partits perduts; PF = Punts a favor; PC = Punts en contra

### Segona fase
| Pos | Equip                | J  | G  | P  | PF   | PC   |
| --- | -------------------- | -- | -- | -- | ---- | ---- |
| 1   | FC Barcelona         | 14 | 12 | 2  | 1374 | 1188 |
| 2   | Real Madrid          | 14 | 11 | 3  | 1347 | 1174 |
| 3   | CAI Zaragoza         | 14 | 9  | 5  | 1232 | 1196 |
| 4   | Ram Joventut         | 14 | 8  | 6  | 1298 | 1186 |
| 5   | Estudiantes Todagrés | 14 | 7  | 7  | 1160 | 1218 |
| 6   | Cajacanarias         | 14 | 5  | 9  | 1228 | 1389 |
| 7   | Fórum Filatélico     | 14 | 3  | 11 | 1064 | 1226 |
| 8   | Magia Huesca         | 14 | 1  | 13 | 1133 | 1259 |

| Pos | Equip               | J  | G  | P  | PF   | PC   |
| --- | ------------------- | -- | -- | -- | ---- | ---- |
| 1   | Cacaolat Granollers | 14 | 11 | 3  | 1232 | 1147 |
| 2   | Taugrés Baskonia    | 14 | 9  | 5  | 1288 | 1213 |
| 3   | Oximesa Granada     | 14 | 9  | 5  | 1249 | 1168 |
| 4   | Cajabilbao          | 14 | 9  | 5  | 1213 | 1180 |
| 5   | TDK Manresa         | 14 | 8  | 6  | 1169 | 1158 |
| 6   | Bancobao Villalba   | 14 | 5  | 9  | 1169 | 1152 |
| 7   | Grupo IFA Espanyol  | 14 | 5  | 9  | 1138 | 1189 |
| 8   | Caja de Ronda       | 14 | 0  | 14 | 1209 | 1390 |

J = Partits Jugats; G = Partits Guanyats; P = Partits perduts; PF = Punts a favor; PC = Punts en contra

## Play Off

### Play Off pel títol
| Estudiantes Todagrés | 2 | - | 0 | Cajabilbao          |
| Cajacanarias         | 2 | - | 1 | Oximesa Granada     |
| Fórum Filatélico     | 0 | - | 2 | Taugrés Baskonia    |
| Magia Huesca         | 0 | - | 2 | Cacaolat Granollers |

|  | Quarts de final        | Quarts de final |                |   | Semifinals | Semifinals |  |  | Final | Final |
|  |                        |                 |                |   |            |            |  |  |       |       |
|  |                        |                 |                |   |            |            |  |  |       |       |
|  |                        |                 |                |   |            |            |  |  |       |       |
|  | 1 FC Barcelona         | 2               |                |   |            |            |  |  |       |       |
|  | 1 FC Barcelona         | 2               |                |   |            |            |  |  |       |       |
|  | 9 Cacaolat Granollers  | 0               |                |   |            |            |  |  |       |       |
|  | 9 Cacaolat Granollers  | 0               | 1 FC Barcelona | 3 |            |            |  |  |       |       |
|  |                        |                 | 1 FC Barcelona | 3 |            |            |  |  |       |       |
|  |                        | 4 Ram Joventut  | 2              |   |            |            |  |  |       |       |
|  | 4 Ram Joventut         | 4 Ram Joventut  | 2              | 2 |            |            |  |  |       |       |
|  | 4 Ram Joventut         |                 |                | 2 |            |            |  |  |       |       |
|  | 5 Estudiantes Todagrés | 1               |                |   |            |            |  |  |       |       |
|  | 5 Estudiantes Todagrés | 1               | 1 FC Barcelona | 3 |            |            |  |  |       |       |
|  |                        |                 | 1 FC Barcelona | 3 |            |            |  |  |       |       |
|  |                        | 2 Real Madrid   | 2              |   |            |            |  |  |       |       |
|  | 2 Real Madrid          | 2 Real Madrid   | 2              | 2 |            |            |  |  |       |       |
|  | 2 Real Madrid          |                 |                | 2 |            |            |  |  |       |       |
|  | 10 Taugrés Baskonia    | 0               |                |   |            |            |  |  |       |       |
|  | 10 Taugrés Baskonia    | 0               | 2 Real Madrid  | 3 |            |            |  |  |       |       |
|  |                        |                 | 2 Real Madrid  | 3 |            |            |  |  |       |       |
|  |                        | 3 CAI Zaragoza  | 0              |   |            |            |  |  |       |       |
|  | 3 CAI Zaragoza         | 3 CAI Zaragoza  | 0              | 2 |            |            |  |  |       |       |
|  | 3 CAI Zaragoza         |                 |                | 2 |            |            |  |  |       |       |
|  | 6 Cajacanarias         | 0               |                |   |            |            |  |  |       |       |
|  | 6 Cajacanarias         | 0               |                |   |            |            |  |  |       |       |

| Campió de la Lliga ACB 1987-88 |
| ------------------------------ |
| FC Barcelona Segon títol       |

### Play Off per la permanència
(En aquest cas, el playoff només va servir per a decidir la classificació final)
| TDK Manresa       | 2 | - | 3 | Caja de Ronda      |
| Bancobao Villalba | 3 | - | 1 | Grupo IFA Espanyol |

Cap equip baixa degut al canvi de sistema a la Lliga ACB i a l'ampliació d'equips.

## Classificació final
(Lliga regular i classificació en playoff)
| Pos | Equip                | J  | G  | P  |
| --- | -------------------- | -- | -- | -- |
| 1   | FC Barcelona         | 28 | 23 | 5  |
| 2   | Real Madrid          | 28 | 25 | 3  |
| 3   | CAI Zaragoza         | 28 | 16 | 12 |
| 4   | Ram Joventut         | 28 | 17 | 11 |
| 5   | Estudiantes Todagrés | 28 | 16 | 12 |
| 6   | Cajacanarias         | 28 | 13 | 15 |
| 7   | Cacaolat Granollers  | 28 | 17 | 11 |
| 8   | Taugrés Baskonia     | 28 | 16 | 12 |
| 9   | Fórum Filatélico     | 28 | 14 | 14 |
| 10  | Magia Huesca         | 28 | 8  | 20 |
| 11  | Oximesa Granada      | 28 | 14 | 14 |
| 12  | Cajabilbao           | 28 | 15 | 13 |
| 13  | Bancobao Villalba    | 28 | 7  | 21 |
| 14  | Caja de Ronda        | 28 | 1  | 27 |
| 15  | TDK Manresa          | 28 | 15 | 13 |
| 16  | Grupo IFA Espanyol   | 28 | 7  | 21 |

|  | Campió, Copa d'Europa            |
|  | Classificats per a la Recopa     |
|  | Classificats per a la Copa Korać |

Pugen a la lliga ACB: Club de Baloncesto Askatuak (Sant Sebastià), Valvi Girona (Girona), Tenerife Número 1 (Sta. Cruz de Tenerife), Clesa Ferrol (Ferrol), Breogán Lugo (Lugo), Gran Canaria (Las Palmas), Pamesa Valencia (València) i Mayoral Maristas (Málaga)